# تي آرا
تي-آرا (بالكورية: 티아라 أو باليابانية: ティアラ) هي فرقة غنائية كورية جنوبية اسم الفرقة يستند إلى الكلمة اللاتينية "تي-آرا"يعني التاج من أصل يوناني قبل ظهورة في الساحة الفنية الكورية كانو يتمرنو مع بعض لمدة ثلاث سنوات.ظهرو لأول مرة في عام 2009 في أغنية lies التي حققت شهرة واسعة وحازت على العديد من الجوائز.
كانوا في البداية خمسة أعضاء فقط وقد انسحبو جون وجيا من الفرقة في وقت لاحق وتم إضافة ثلاث عضوات وهن كيوري وسويون وبورام ثم تم إضافة هوايونغ الاخت التوأم لعضوة فرقة المدرسة المختلطة وقد ظهرا في برنامج المواهب الشهير ستاركينغ

## أعضاء الفرقة
- بورام
- كيوري
- سويون
- ايون جونغ
- هيومين
- جيون

## التاريخ
في عام 2015 تيارا تفوقت على بيونسي وون دايركشن في تصويت العالمي واخذت لقب Fan Army Face-Off لعام 2015 وفي عام 2012 عادت تيارا مرة أخرى بثلاث اغاني اولهمday by day وهي عشر دقائق من الخيال العلمي وقد تم إضافة العضوة داني
تتميز الفرقة بعروضها المبهرة وتصوير أكثر من نسخة فيديو للاغنية الواحدة
وعضوات تيارا تميزن بتعدد المواهب وكلهن ممثلات موهوبات وقد تألقت جي يون في مسلسلات مختلفة مثل سيد الدراسة والحلم السامي2
اما اون جونغ فقد اظهرت مقدرتها الفذة على التمثيل في الحلم السامي 1 وغيرها وقد شاركت في برنامج لقد تزوجنا مع لي جانغ وو
وهيومين شاركت في حبيبتي كومي هو وقد شاركن جميع العضوات في دراما اوفيديو لاغاني
نظام الفرقة بالقيادة
كل سنه تتغير القائده وذالك لتعليمهم المسوؤليه كما يقول مديرهم كيم كوانغ سو
لون الفرقة وشعارهم واسم المعجبين
لون الفرقة الأصفر
شعارهم التاج
اسم المعجبين Queens كوينز
المخططات والمبيعات والتحميل
في قائمة الـ Goan :
تم بيع 184,861 نسخه من ألبومات تيأرا في كوريا هذه السنة
وفي قائمة Oricon اليابانية:
تم بيع 262,844 نسخه
مما يجعل المحصله النهائية للمبيعات في كوريا واليابان = 447,705 نسخه
و بهاذا حصلوا على المركز الثالث كأثر فرقة فتيات في المبيعات
التحميل:
وهو تخصص تيأرا
حيث حصلوا على 973,673,879 نقطه من تحميل 12 أغنية مختلفه
و بلغ عدد التحميلات 11 مليون
بفارق 5 ملايين عن منافسيهم
وحصلوا على المركز الأول
و بهذا نستطيع ان نقول أن تيأرا هي أنجح فرقة فتيات لعام 2012 كما يقول مخطط Goan
سويون القائده الأولى والابديه
سويون ثالث أكبر عضوه في تيارا كانت دائما منذ أول ضهور تمثل دور القائده لان شخصيتها تناسب مع شخصيه القائده والآن اكملت سنتها كقائده ولا يعلم ان تم تغيرها
مقولات لسويون
سويون قالت: ” الحب الذي استقبلنآه من المعجبين علينآ إعادته لهم أيضاً “
سويون: سوف اقف دائما وأقدم أفضل ما لدي لكم كوينز هذا مانحن قادرون على فعله لكم.. ارجوكم لا تنسوا باننا دائما موجودون لاجلكم نحن نحبكم كوينز سويون: لا يهم ما إذا كانوا معجبين محلين أو من الخارج اني اشعر اننا دائما مانثير قلقهم.. انهم دائما يقفون بجانبنا إذا كنا لسنا بخير ويبهجوننا عندما نكون متعبين انا حقا شاكره لهم.. انهم مصدر تحفيزنا الدائم:”(نحن شاكرين لهم.. يجب أن نقف على المسرح ونبادلهم بنفس الحب ف نحن دائما ما نتلقى الكثير من الحب ولا نستطيع ان نردها لهم اني اشعر بالاسف..
سويون قالت سيعرفون الحقيقة يوما ما..... لا تقلقوا الكوينر وتيارا هم عائله واحده... تقصد هنا بسبب الاشاعات الكاذبه والمفتريه
سويون قالت سابقا نقف على المسرح من اجل احلامنا اما لان نحن نقف من اجلكم فقط
قالت سويون اريد دائما ان تكون هويتي هيا سويون من تيارا لسنوات عديده اريد ان اعرف بذالك دائما

## أغاني الفرقة
حققت الفرقة شهرة واسعة وحازت على محبة الجميع من حول العالم باصدارهم لعديد الاغاني ذات شهرة وهي اغان متنوعة (لطيفة وقوية وحيوية) ابرزت مزايا الأعضاء المختلفة.
أغنية الكذبة (LIES) هي أول أغنية لتيارا.
TTL هي أول أغنية تصدرت المخططات لتيارا في المركز الأول
Bo Peep Bo Peep هي أغنية التي احرزت بها تيارا أول فوز لهم، وكان على فرقة 2PM
- (TTL (2009
- (Bo Peep Bo Peep (2009
- (YaYaYa (2010
- (Why are you being like this (2010
- (ROLY POLY (2011
- (CRY CRY (2011
- (LOVEY DOVEY (2012
- (WE WERE IN LOVE (2012
- (Day By Day (2012
- (Sexy Love (2012
- N4(2013)
- Qbs)2013)
- Bunny style (2013)
- (Iknow (2013
- (Number nine (2013
- (Do you know me (2013
- (Hide &seek (2013
- (2014) SUGAR FREE
- (2015) so good

(2016) tiamo

## روابط خارجية
- تي آرا على موقع ميوزك برينز (الإنجليزية)
- تي آرا على موقع ديسكوغز (الإنجليزية)